# Adamowicz (herb szlachecki)
Adamowicz – polski herb szlachecki, odmiana herbu Leliwa.

## Opis herbu
Opis zgodnie z klasycznymi regułami blazonowania:
W polu czerwonym z prawej strzała srebrna, nad nią takiż półksiężyc na opak, z lewej takaż gwiazda. Klejnot: Nad hełmem bez korony dwa skrzydła sępie.

## Najwcześniejsze wzmianki
1599 rok.

## Herbowni
Adamowicz, Starowolski.